# 연천 학곡리 고인돌
연천 학곡리 고인돌(漣川 鶴谷里 고인돌)은 대한민국 경기도 연천군 백학면 학곡리에 있는 고인돌이다. 1996년 1월 18일 경기도의 기념물 제158호로 지정되었다.

## 개요
지석묘는 청동기시대의 대표적인 무덤으로 고인돌이라고도 부르며, 주로 경제력이 있거나 정치권력을 가진 지배층의 무덤으로 알려져 있다.
우리나라의 고인돌은 4개의 받침돌을 세워 돌방을 만들고 그 위에 거대하고 평평한 덮개돌을 올려놓은 탁자식과, 땅 속에 돌방을 만들고 작은 받침돌을 세운 뒤 그 위에 덮개돌을 올린 바둑판식으로 구분된다.
경기도 연천군 백학면 학곡리 고인돌은 탁자식으로, 보존 상태가 좋은 편이다. 이 주변에는 여러 기의 고인돌이 있었으나 많은 수가 파괴되어 현재까지 남아 있는 것은 많지 않은 편이다. 덮개돌의 길이가 2.7m이고 받침돌은 약 2m쯤 되는데 4개의 받침돌 중 현재는 2개만 남아 있다.
덮개돌 윗면에는 8개 정도의 알구멍<성혈(性穴)>이 파여 있는데, 확실하게는 알 수 없으나 풍년을 빌거나 자식낳기를 기원하는 의미에서 만든 것으로 보인다. 최근까지 학곡리의 사람들은 마을에 재난이 일어났을 때 이곳에서 동네굿을 벌이는데, 이와 같이 고인돌은 민간 신앙과도 연결되어 숭배의 대상이 되기도 한다.

## 같이 보기
- 고인돌

## 참고 문헌
- 연천학곡리고인돌 - 국가유산청 국가유산포털